# ファラリスの雄牛

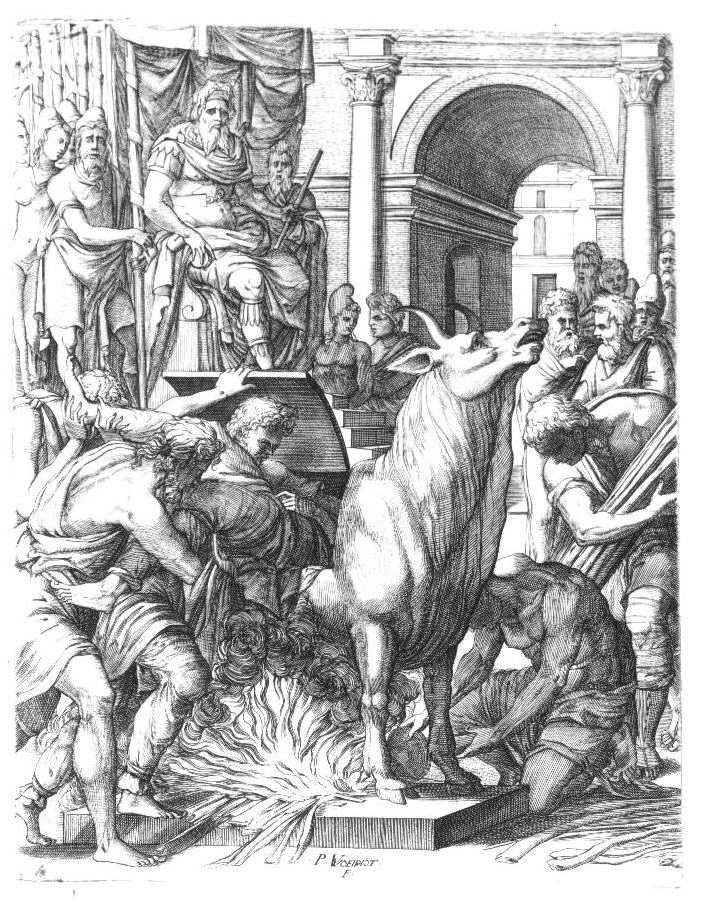
ファラリスのためにつくった雄牛にいれられるペリロス

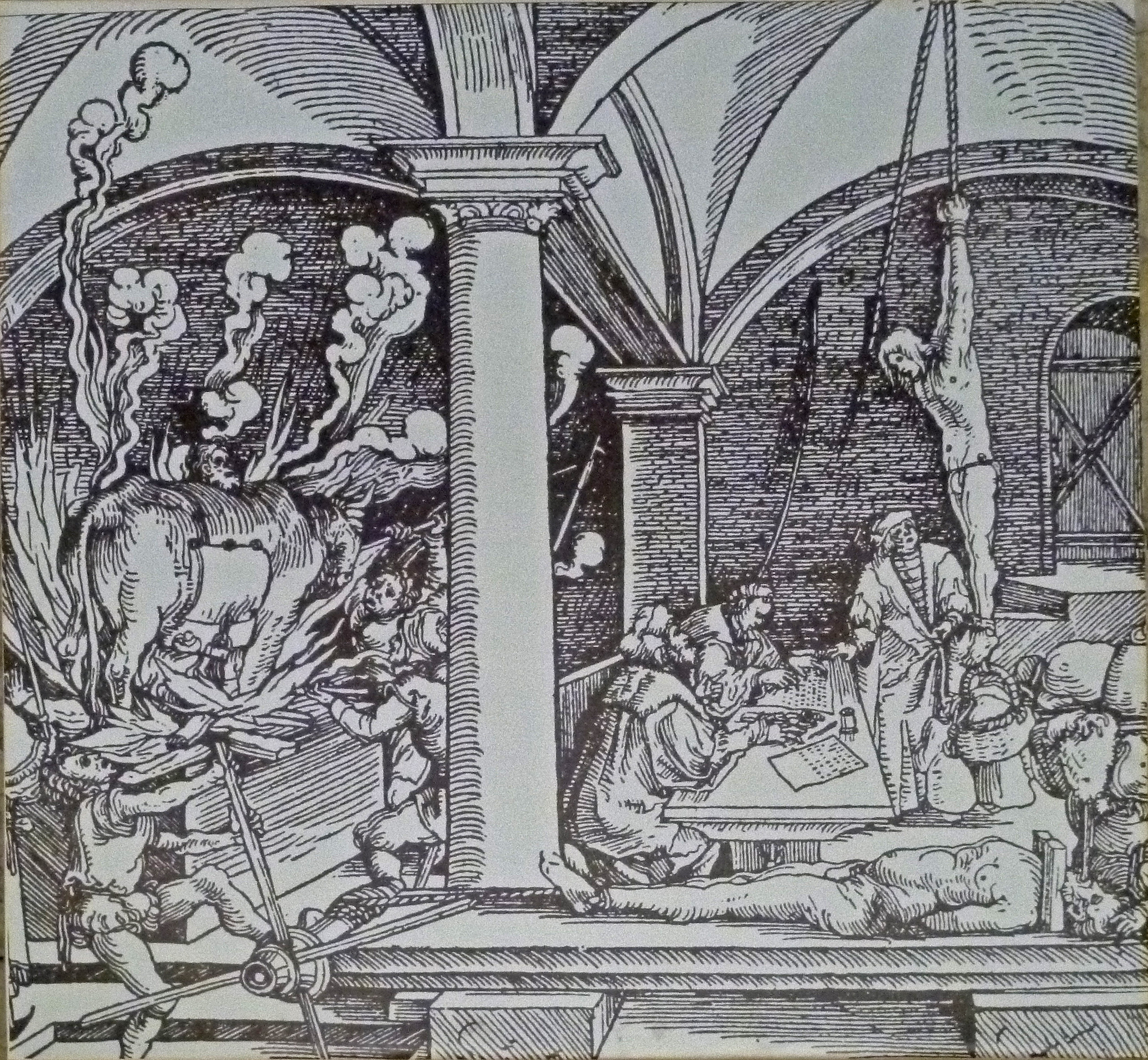
ファラリスの雄牛

ファラリスの雄牛（ファラリスのおうし、Brazen bull）とは、古代ギリシアで設計されたという拷問、あるいは処刑のための装置である。「吼える雄牛」とも。

## 概要
ファラリスの雄牛について、古代シチリアの風刺作家ルキアヌスは、次のような逸話を書き留めている。
シチリア王のファラリスは、彫刻家のペラリウスにアポロ神への奉納品として、精巧な雄牛をつくらせた。すると、ペラリウスは拷問装置の付いた牛を製作し、王が「誰かを処刑したいなら、この装置の中へ罪人を閉じ込め、雄牛の鼻の穴に笛を固定させて、下から火であぶりなさい。犠牲者は叫び声やうなり声を上げるが、彼の声は笛によって柔らかいメロデイのような唸り声になるので、人びとは美しい葬送曲と思うでしょう」と述べた。これを見た王は「非人間的な発明品」に対して嫌悪感を抱き、ペラリウス自身を「吼える雄牛」の拷問具によって処刑したという。

この一件により、ファラリスは暴君とみなされるようになった。
ファラリスの雄牛が実際に用いられた記録はなく、模倣品さえ残されていない。浜本隆志は、ファラリスの雄牛の実在は肯定したものの、ヨーロッパの牛信仰の減退や製作技術の難度から一般には広まらず、カロリーナ法に載る「吼える雄牛」も当時はすでに使用実態はなく、単に伝統的な拷問の1つとして採り上げられたものと指摘した。
シチリア島アグリジェントの僭主であったファラリスは、目新しい死刑方法をとりいれたいと思っていた。アテナイの真鍮鋳物師であったペリロスが、それにこたえてこの装置を考案し、ファラリスに献上した。真鍮で鋳造された、中が空洞の雄牛の像であり、胴体には人間を中に入れるための扉がついている。受刑者となったものは、雄牛の中に閉じ込められ、牛の腹の下で火が焚かれる。真鍮は黄金色になるまで熱せられ、中の人間を炙り殺す。
雄牛の頭部は複雑な筒と栓からなっており、苦悶する犠牲者の叫び声が、仕掛けを通して本物の牛のうなり声のような音へと変調される。

## 伝説
ファラリスは、雄牛本体と音響の効果を製作者であるペリロスに自身で「試せ」と命令した。この命令が残酷な罠だとは思いもよらなかったペリロスは、命令通りに雄牛の中に入って調べはじめた。ファラリスはこの機会を狙って雄牛の鍵を締め、火をつけた。悶え苦しむペリロスの叫び声が雄牛のうなり声となり、ファラリスはペリロス自身による「試し」を確かめることになった。ペリロスは自身が製作したこの雄牛の最初の犠牲者となったのである。しかし、そのファラリス自身も反乱によって僭主の地位を追われた際、自身がその雄牛の中に入れられて焼き殺された。ファラリスはこの雄牛の最後の犠牲者になったのだ、と伝えられている。
ファラリスは雄牛を、煙が馥郁たる芳香の雲となって立ち上るように設計するよう命じた。中の死体は照りつく宝石のような骨となり、ブレスレットとして仕立てられたともいわれている。
もっとも、ローマ人の記すところでは、その数百年後、幾人かのキリスト教の殉教者にこの処刑道具が使用されたという。キリスト教の伝説的な聖人である聖エウスタキウスは、ハドリアヌス帝によって、妻子もこの雄牛で炙られた。また、聖アンチパスも同様に、92年ファラリスの雄牛のなかで炙り殺された。彼はドミティアヌスがキリスト教へ迫害を行っていた頃のペルガモンの司教であり、また小アジアで最初の殉教者であった。この装置は、その後も2世紀にわたって用いられた。やはり殉教者であるタルススのペラギアは、ディオクレティアヌス帝によって焼かれた287人のうちの一人だったと言われる。